# من اصلی
«من اصلی» (به انگلیسی: Original Me) آلبومی از کسکادا است که در ۱۷ ژوئن ۲۰۱۱ منتشر شد.
این آلبوم در چارت‌های جزو ده آلبوم اول قرار گرفت.